# Dispositionsstufen-Verfahren
Das Dispositionsstufenverfahren ist eine der deterministischen Methoden der Bedarfsermittlung in der Beschaffungswirtschaft.

## Aufgabe
Das Verfahren berücksichtigt die Tatsache, dass Materialien in mehreren Erzeugnissen und auf mehreren Fertigungsstufen eines Erzeugnisses vorkommen können. Als Dispositionsstufe ist die unterste Auflösungsstufe, in der ein Material innerhalb aller Erzeugnisstrukturen vorkommt, definiert. Das Dispositionsstufenverfahren fasst den gesamten Bedarf für ein Material auf der untersten Auflösungsstufe zusammen, auf der das Material Verwendung findet. Das Verfahren ermöglicht eine termingerechte, an den Erfordernissen der Produktion orientierte Bedarfszuordnung und die Zusammenfassung der periodengerechten Nettobedarfe zu wirtschaftlichen Losgrößen. Des Weiteren ist es die Methode mit dem höchsten Anwendungsgrad in der Praxis.
Beim Dispositionsstufen-Verfahren erhält jedes Vorprodukt, jede Baugruppe, jedes Fertigungsmaterial und jedes Zwischenprodukt eine Dispositionsstufe zugeteilt, deren Nummer identisch ist mit der Nummer der niedrigsten Fertigungsstufe, in der dieses Dispositionsobjekt verwendet wird. Gleiche Teile oder Baugruppen werden bei der Ermittlung der Dispositionsstufe auf die tiefste Fertigungsstufe heruntergezogen.